# Cornel Gheți
Cornel Gheți (Luduș, 23 giugno 1986) è un ex calciatore rumeno, di ruolo centrocampista.

## Carriera
Ha giocato nella massima serie moldava.

## Palmarès

### Club

#### Competizioni nazionali
- Coppa di Moldavia: 1

Milsami Orhei: 2011-2012
- Supercoppa di Moldavia: 1

Milsami Orhei: 2012
- Campionato moldavo: 1

Milsami Orhei: 2014-2015